# 1915 au Canada
Pour un article plus général, voir Chronologie du Canada.
Cet article traite des événements qui se sont produits durant l'année 1915 au Canada.

## Événements

### Première Guerre mondiale

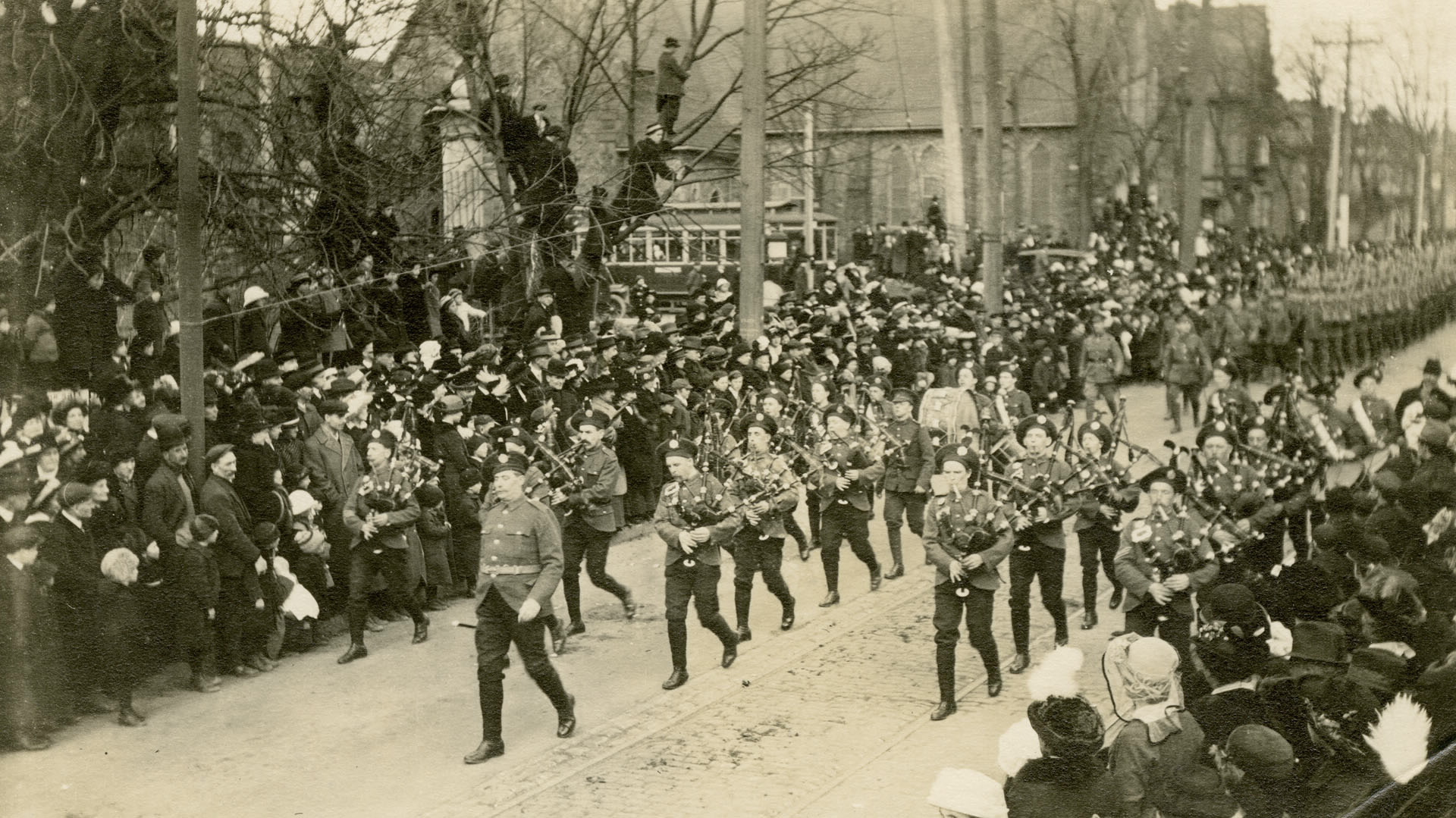
Parade des troupes à Toronto avant de quitter pour la guerre

- 2 février : sabotage du pont international de Vanceboro.
- 4 janvier : le Princess Patricia's Canadian Light Infantry est le premier à aller au front.
- 20 avril au 24 mai : deuxième batailles d'Ypres.
- 24 avril : les troupes canadiennes font face à des gaz toxiques. Certains soldats improvisent des mouchoirs imbibés d'eau ou d'urine pour se protéger de ces émanations.
- 3 mai : John McCrae écrit le poème "In flanders fields". Le poème fut plus tard traduit en français avec pour titre Au champ d'honneur.

### Politique

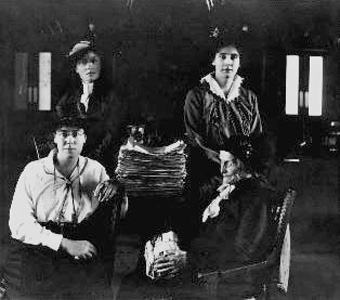
Présentation d'une pétition par la ligue de l'égalité politique pour les femmes à Winnipeg, 23 décembre 1915

- 21 février : Nellie McClung présente une pétition à l'Assemblée législative de l'Alberta pour promouvoir le Droit de vote des femmes.
- 12 mai : Tobias Crawford Norris devient premier ministre du Manitoba.
- 6 août : élections au Manitoba, les libéraux de Tobias Crawford Norris conservent le pouvoir.
- 15 décembre : William John Bowser devient premier ministre de la Colombie-Britannique.

### Sport
- Les Millionnaires de Vancouver remportent la Coupe Stanley contre les Sénateurs d'Ottawa.

### Économie
- Inauguration de l'Hôtel Macdonald à Edmonton.

### Science
- Cluny MacPherson améliore le masque à gaz utilisé par les soldats.

### Religion
- 9 juin : première publication du quotidien de L'Action catholique.
- 4 décembre : le diocèse de Régina devient l'Archidiocèse de Regina.
- 31 décembre : érection du Diocèse de Timmins en Ontario. Élie-Anicet Latulipe en est le premier évêque.

## Naissances
- 18 janvier : Syl Apps, joueur de hockey sur glace.
- 12 février : Lorne Greene, acteur et producteur.
- 9 avril : Daniel Johnson (père), premier ministre du Québec.
- 3 mai : Stu Hart, catcheur.
- 28 mai : Frank Pickersgill, agent secret.
- 22 août :
  - Jacques Flynn, sénateur provenant du Québec.
  - James Hillier, inventeur.
- 7 octobre : Charles Templeton, journaliste et politicien.
- 27 novembre : Yves Thériault, auteur.

## Décès
- 21 janvier : Donald Alexander Smith, homme politique.
- 27 avril : John Labatt, homme d'affaires - brasseur.
- 14 juin : Antoine Audet, homme politique fédéral provenant du Québec.
- 22 juillet : Sandford Fleming, ingénieur et inventeur.
- 10 août : William Mortimer Clark, lieutenant-gouverneur de l'Ontario.
- 10 septembre : Charles-Eugène Boucher de Boucherville, premier ministre du Québec.
- 11 septembre : William Van Horne, homme d'affaires.
- 19 octobre : Neil McLeod, premier ministre de l'Île-du-Prince-Édouard.
- 30 octobre : Charles Tupper, premier ministre du Canada.